# Amalín (Slezské Rudoltice)

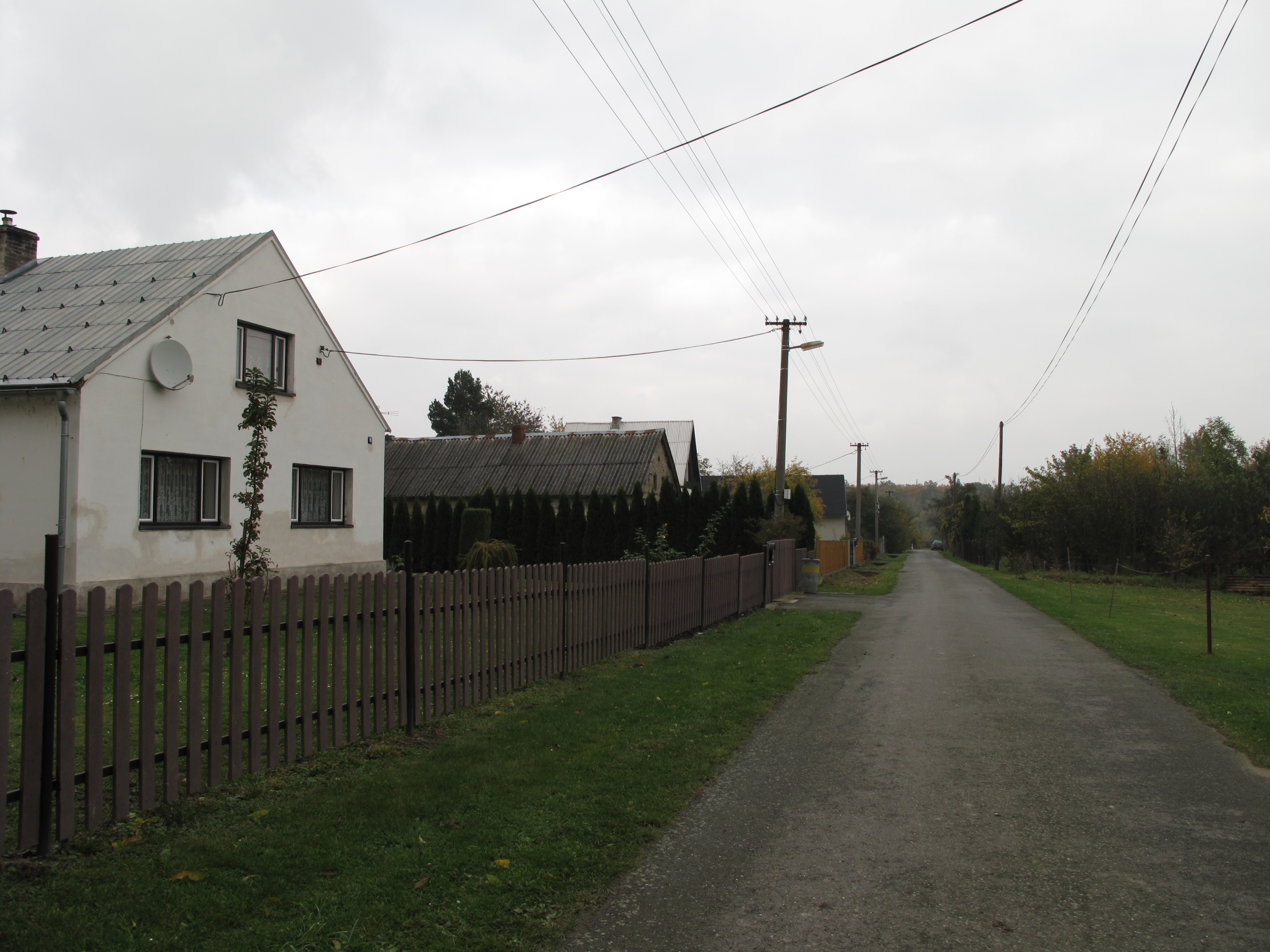
Dorfstraße

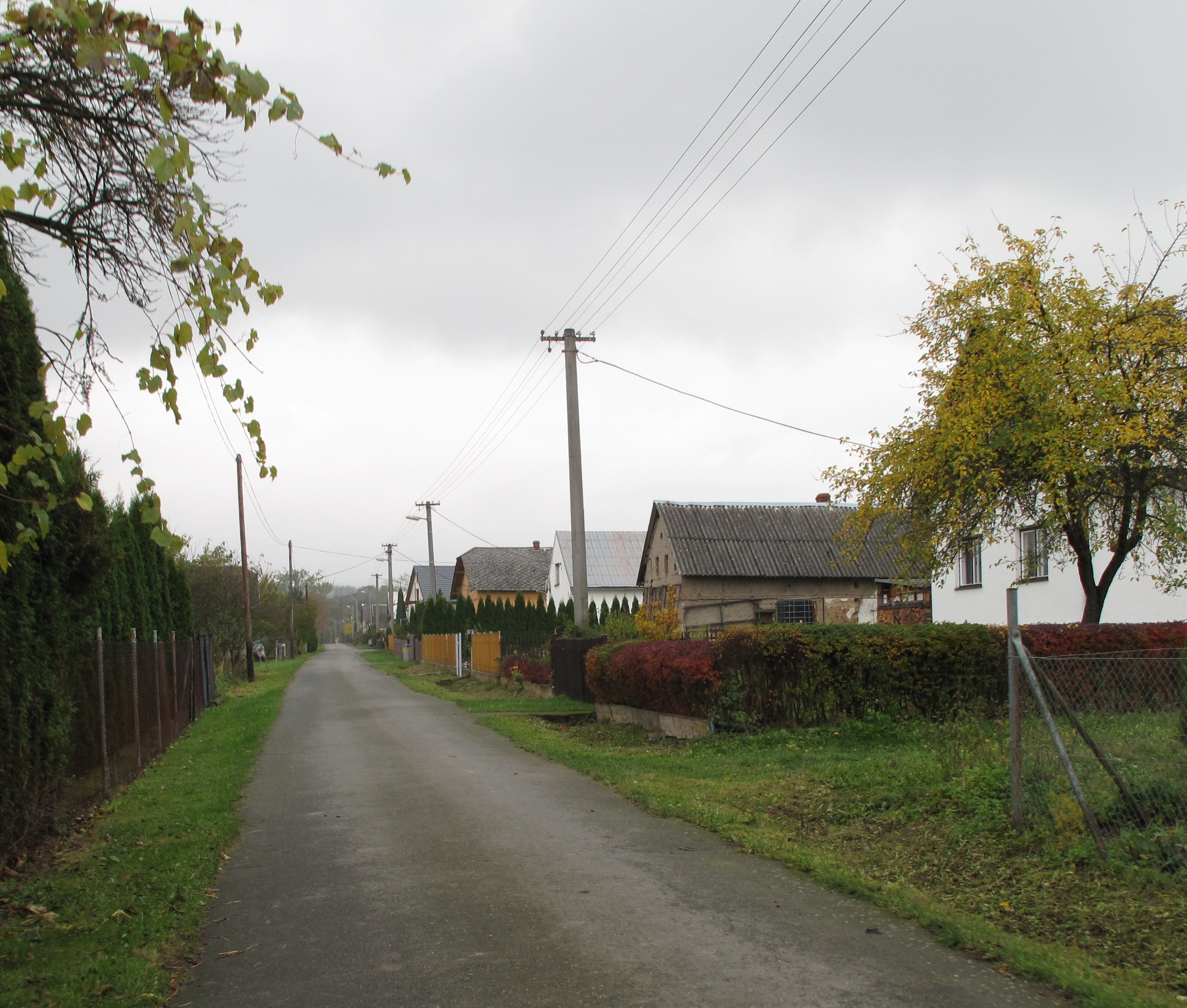
Häuser an der Dorfstraße

Amalín (deutsch Amalienfeld) ist ein Ortsteil der Gemeinde Slezské Rudoltice (Roßwald) in Tschechien. Er liegt neun Kilometer nordöstlich von Město Albrechtice (Olbersdorf) und gehört zum Okres Bruntál. 

## Geographie
Der als Gassendorf angelegte Ort befindet sich linksseitig eines rechten Zuflusses zum Povelický potok am Rande der Zlatohorská vrchovina (Zuckmanteler Bergland) in der Jindřichovská pahorkatina (Hennersdorfer Hügelland). Südlich erhebt sich die Vršina (319 m. n.m.) und im Südwesten der Helenin výhled (394 m. n.m.). Durch den Ort führt die Schmalspurbahn Třemešná ve Slezsku–Osoblaha.
Nachbarorte sind Grundek (Grundeck) im Norden, Dolní Povelice (Nieder Paulowitz), Kampelička (Kampeldörfel), Dubský Mlýn (Eichmühle) und Koberno (Kawarn) im Nordosten, Antonínov (Antonsberg) und Hrozová (Grosse) im Osten, Ves Rudoltice (Dorf Roßwald) im Südosten, Pelhřimovy (Mährisch Pilgersdorf) und Víno (Weine) im Süden, Nový Les (Neuwald) und Bučávka (Butschafka) im Südwesten, Liptaň (Liebenthal) im Westen sowie Nové Povelice (Neu Paulowitz) und Horní Povelice (Ober Paulowitz) im Nordwesten.

## Geschichte
Nach dem Konkurs und Tod des Albert Joseph von Hoditz wurde die 1778 an das Bistum Olmütz heimgefallene und überschuldete mährische Lehnsherrschaft Roßwald unter kaiserliche Verwaltung gestellt. Ab 1780 amtierte der neu ernannte Oberdirektor der mährisch-schlesischen Staatsgüter, Hofrat Anton Kaschnitz zu Weinberg, als Zwangsverwalter der Herrschaft Roßwald. Er ließ bis 1784 im Zuge der Raabisation sechs abgelegene Meierhöfe aufheben und parzellieren. Die Kolonie Amalienfeld wurde 1784 auf den Fluren des aufgelassenen Roßwalder Meierhofes gegründet. Aus den Verkaufserlösen von der Gründung von sieben Kolonien konnte Kaschnitz die Herrschaft sanieren und 1790 wieder an Erzbischof Anton Theodor von Colloredo übergeben, der sie 1791 an Carl Czeike von Badenfeld verkaufte. 
Im Jahre 1835 bestand Amalienfeld aus 21 Häusern mit 152 deutschsprachigen und katholischen Einwohnern, die vom Feldbau und Tagelohn lebten. Pfarr- und Schulort war Markt Roßwald. Das Dorf war Teil der großen mährischen Enklave Hotzenplotz. Bis zur Mitte des 19. Jahrhunderts gehörte Amalienfeld zur Lehnsherrschaft Roßwald.
Nach der Aufhebung der Patrimonialherrschaften bildete Amalienfeld ab 1849 einen Ortsteil der Gemeinde Dorf Roßwald im Gerichtsbezirk Hotzenplotz. Ab 1869 gehörte Amalienfeld zum Bezirk Jägerndorf. Zu dieser Zeit hatte das Dorf 128 Einwohner und bestand aus 21 Häusern. 1898 nahm die Lokalbahn Röwersdorf–Hotzenplotz den Verkehr auf. Im Jahre 1900 lebten in Amalienfeld 108 Personen, 1910 waren es 104. Nach dem Ende des Ersten Weltkrieges 1918 wurde Amalienfeld Teil der neugegründeten Tschechoslowakei. Der tschechische Name Amalín wurde 1921 eingeführt. Beim Zensus von 1921 lebten in den 21 Häusern des Dorfes wiederum 104 Personen, darunter 97 Deutsche und drei Tschechen. Im Jahre 1930 bestand Amalienfeld aus 24 Häusern und hatte 103 Einwohner. Nach dem Münchner Abkommen wurde das Dorf im Herbst 1938 dem Deutschen Reich zugesprochen und gehörte bis 1945 zum Landkreis Jägerndorf. Nach dem Ende des Zweiten Weltkrieges 1945 wurde Amalín wieder Teil der Tschechoslowakei. Die deutschsprachige Bevölkerung wurde 1946 fast vollständig vertrieben. Mit Beginn des Jahres 1947 wurde Amalín Teil der neuen Gemeinde Slezské Rudoltice. Im Jahre 1950 lebten in den 20 Häusern von Amalín 77 Personen. Im Jahre 1961 wurde das Dorf in den Okres Bruntál umgegliedert. 1970 hatte Amalín 62 Einwohner. 1991 bestand das Dorf aus 13 Wohnhäusern mit 25 Einwohnern. Beim Zensus von 2011 lebten in den 19 Häusern von Amalín 35 Personen.

## Ortsgliederung
Der Ortsteil Amalín ist Teil des Katastralbezirks Ves Rudoltice.

## Sehenswürdigkeiten
- Steinernes Flurkreuz auf der Kuppe Ovčácký vrch, 500 m südöstlich des Dorfes